# Cellulosafiber

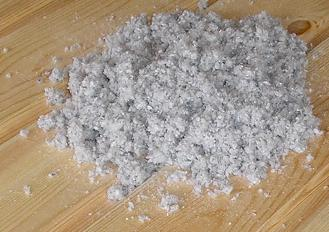
Isolationsmaterial av cellulosa

Cellulosafiber är isoleringsfiber tillverkade av returpapper som malts och defibrerats. Borsalt är tillsatt för att få brandhämmande egenskaper. Tillsatt aluminiumsulfat och harts bidrar till att göra cellulosafiber fukthämmande. Skadedjur som möss trivs heller inte bra i cellulosafiber.
Cellulosafiber framställs kommersiellt som lösull och isolerskivor, och används som isoleringsmaterial vid byggnation. Rätt installerad isolering av cellulosa har bra värden mot konvektion. 

## Övriga träbaserade material
- Korkplattor tillverkas av korkekens bark vars tunnväggiga celler under upphettning utvidgas till expanderad kork. Korkplattor tillverkas 0,5 m²–1,0 m² med en tjocklek från 20 mm till 150 mm. Vikt mellan 120 och 200 kg³. Korkplattor används oftast till undergolv för att motverka stegljud. Korkisolering är relativt fuktbeständig och angrips inte av skadeinsekter men är ett brännbart material som behöver brandskydd.
- Kutterspån
- Sågspån